# Charlotte Paul
Charlotte Paul (* 20. April 1973 in London) ist eine ehemals für Australien startende Triathletin und zweifache Ironman-Siegerin (2007, 2009).

## Werdegang
Charlotte Paul wuchs in London auf und sie war als Kind im Schwimmsport aktiv.
1998 zog sie nach Sydney in Australien und sie besitzt heute die britische sowie die australische Staatsbürgerschaft.

### Profi-Triathletin seit 2004
2002 nahm sie bei ihrem ersten Triathlon teil und seit 2004 startete sie als Profi.
2007 gewann sie beim Ironman Western Australia auf der Triathlon-Langdistanz (3,86 km Schwimmen, 180,2 km Radfahren und 42,195 km Laufen) und konnte 2009 in China als 35-Jährige noch einen zweiten Ironman-Sieg erzielen. 
Seit 2009 tritt sie nicht mehr international in Erscheinung.

### Privates
Charlotte Paul ist verheiratet mit Kristian Manietta, der sie auch trainierte und die beiden leben an der Sunshine Coast in Queensland.
Im Februar 2011 wurde ihr Sohn  geboren.

## Sportliche Erfolge
| Datum/Jahr    | Rang | Wettbewerb               | Austragungsort | Zeit     | Bemerkung                                                         |
| ------------- | ---- | ------------------------ | -------------- | -------- | ----------------------------------------------------------------- |
| 23. Aug. 2009 | 3    | Ironman 70.3 Philippines | Camarines Sur  | 04:31:27 |                                                                   |
| 2. Mai 2009   | 1    | Busselton Half Ironman   | Busselton      | 04:23:33 | Charlotte Paul gewinnt neben Luke Jarrod McKenzie bei den Männern |
| 2009          | 10   | Ironman 70.3 Geelong     | Geelong        | 04:29:48 |                                                                   |
| 2008          | 3    | Busselton Half Ironman   | Busselton      |          |                                                                   |
| 2008          | 1    | Ironman 70.3 Australia   | Port Macquarie | 04:36    | [ 4 ]                                                             |
| 2007          | 1    | Ironman 70.3 Australia   | Port Macquarie |          |                                                                   |

| Datum/Jahr    | Rang | Wettbewerb                            | Austragungsort | Zeit     | Bemerkung |
| ------------- | ---- | ------------------------------------- | -------------- | -------- | --- |
| 12. Juli 2009 | 14   | Challenge Roth                        | Roth           | 09:53:04 | |
| 14. Juni 2009 | 8    | ITU Asian Long Distance Championships | Gangweon       | 05:28:54 | hinter der Tschechin Tereza Macel (3 km Schwimmen, 80 km Radfahren und 20 km Laufen)                                                                          |
| 19. Apr. 2009 | 1    | Ironman China                         | Haikou         | 09:48:14 | Am Tag vor ihrem 36. Geburtstag lief Charlotte mit 3:35:44 h den schnellsten Marathon des Tages und feierte in China ihren zweiten Sieg über die Langdistanz. |
| 7. März 2009  | 3    | Ironman New Zealand                   | Taupō          | 09:30:25 | |
| 11. Okt. 2008 | 11   | Ironman Hawaii                        | Hawaii         |          | Neben Craig Alexander, dem Sieger bei den Männern, belegte Charlotte Paul als beste Australierin den elften Rang.                                             |
| 7. Dez. 2008  | 2    | Ironman Western Australia             | Busselton      | 09:06:34 | Charlotte Paul erreichte bei ihrem 13. Ironman-Start den zweiten Rang hinter Gina Ferguson.                                                                   |
| 22. Juli 2007 | 6    | Ironman USA                           | Lake Placid    | 10:09:11 | |
| 2. Dez. 2007  | 1    | Ironman Western Australia             | Busselton      | 09:00:55 | Charlotte Paul siegte mit persönlicher Bestzeit und erstellte einen neuen Streckenrekord.                                                                     |
| 13. Okt. 2007 | 16   | Ironman Hawaii                        | Hawaii         | 09:55    | |
| 3. Dez. 2006  | 3    | Ironman Western Australia             | Busselton      | 09:17:46 | |
| 26. Feb. 2006 | 3    | Ironman Malaysia                      |                | 10:30:44 | |
| 27. Nov. 2005 | 2    | Ironman Western Australia             | Busselton      | 09:47:28 | |
| 3. Apr. 2005  | 6    | Ironman Australia                     | Port Macquarie | 10:00:52 | |
| 27. Nov. 2005 | 2    | Ironman Western Australia             | Busselton      | 09:47:28 | |
| 28. Nov. 2004 | 5    | Ironman Western Australia             | Busselton      | 09:44:43 | |
| 29. Aug. 2004 | 2    | Ironman Korea                         | Seogwipo       | 09:12:22 | erster Ironman-Start als Triathlon-Profi |

(DNF – Did Not Finish)